# Фюсен
Фюсен (на немски: Füssen) е град в Бавария, Германия в район Осталгой, разположен на 5 километра от границата с Австрия на брега на река Лех. Гербът му е трискелион.
Градът съществува като селище от римски времена на пътя Виа Клаудиа Аугуста, водещ от Северна Италия до Кастра Аугуста, днешен Аугсбург. Римското име на града е Фетибус (Foetibus), латинизирана германска дума за крака. През 9 век във Фюсен е основан бенедиктински манастир, който днес се използва като сграда на общината и исторически музей.
Във Фюсен умира българският генерал Никола Жеков.